# Comuna de Czarnia
Czarnia (polaco: Gmina Czarnia) é uma gminy (comuna) na Polónia, na voivodia de Mazóvia e no condado de Ostrołęcki. A sede do condado é a cidade de Czarnia.
De acordo com os censos de 2004, a comuna tem 2635 habitantes, com uma densidade 28,5 hab/km².

## Área
Estende-se por uma área de 92,53 km², incluindo:
- área agricola: 60%
- área florestal: 38%

## Demografia
Dados de 30 de Junho 2004:
|                      | Total   | Total | Mulheres | Mulheres | Homens  | Homens |
| -------------------- | ------- | ----- | -------- | -------- | ------- | ------ |
|                      | pessoas | %     | pessoas  | %        | pessoas | %      |
| População            | 2635    | 100   | 1280     | 48,6     | 1355    | 51,4   |
| Densidade (pop./km²) | 28,5    | 100   | 13,8     | 13,8     | 14,6    | 14,6   |

De acordo com dados de 2002, o rendimento médio per capita ascendia a 1288,18 zł.

## Subdivisões
- Bandysie
- Brzozowy Kąt
- Cupel
- Cyk
- Czarnia
- Długie
- Michałowo
- Rutkowo
- Surowe

## Comunas vizinhas
- Baranowo, Chorzele, Myszyniec, Rozogi, Wielbark